# عظمت دولتبکوف
عظمت دولتبکوف (به قزاقی: Азамат Даулетбеков،  زادهٔ ۱۵ مارس ۱۹۹۴) یک کشتی‌گیر آزادکار اهل کشور قزاقستان است. وی سابقه حضور در المپیک ۲۰۲۴ پاریس را دارد.
از افتخارات وی می‌توان به کسب مدال برنز قهرمانی کشتی جهان ۲۰۲۲ و قهرمانی کشتی جهان ۲۰۲۳ اشاره کرد.

## فعالیت حرفه‌ای

### قهرمانی کشتی جهان  ۲۰۲۲
دولتبکوف در وزن ۸۶ کیلوگرم کشتی آزاد قهرمانی کشتی جهان  ۲۰۲۲ بلگراد شرکت کرد، او در مسابقه های اول تا سوم یوریسکی توربلانسه از کوبا، تایموراز فریف از اسپانیا و مایلس امینی از سان مارینو را شکست داد اما در نیمه نهایی به دیوید تیلور از آمریکا باخت و به دیدار رده‌بندی رفت. وی در دیدار رده‌بندی اتان راموس از پورتوریکو را شکست داد و مدال برنز را بدست آورد.

### قهرمانی کشتی جهان ۲۰۲۳
دولتبکوف در وزن ۸۶ کیلوگرم کشتی آزاد قهرمانی کشتی جهان ۲۰۲۳ بلگراد شرکت کرد، او در مسابقه های اول تا سوم دومانتاس پائولیوشچنکو از لیتوانی، ارسلان باگایف از روسیه و رحیم ماگامادوف از فرانسه را شکست داد اما در نیمه نهایی به دیوید تیلور از آمریکا باخت و به دیدار رده‌بندی رفت. وی در دیدار رده‌بندی ماگومد شریپوف از بحرین را شکست داد و مدال برنز را بدست آورد.